# العلاقات السورية القبرصية
العلاقات السورية القبرصية هي العلاقات الثنائية التي تجمع بين سوريا وقبرص.

## مقارنة بين البلدين
هذه مقارنة عامة ومرجعية للدولتين:
| وجه المقارنة                                              | سوريا                    | قبرص                                                                 |
| --------------------------------------------------------- | ------------------------ | -------------------------------------------------------------------- |
| المساحة (كم2)                                             | 185.18 ألف               | 9.24 ألف                                                             |
| عدد السكان (نسمة)                                         | 18.27 مليون              | 1.14 مليون                                                           |
| الكثافة السكانية (ن./كم²)                                 | 98.66                    | 123.38                                                               |
| العاصمة                                                   | دمشق                     | نيقوسيا                                                              |
| اللغة الرسمية                                             | اللغة العربية            | اليونانية الحديثة، اللغة التركية، اللغة اليونانية                    |
| العملة                                                    | ليرة سورية               | يورو، جنيه قبرصي                                                     |
| الناتج المحلي الإجمالي (بليون دولار)                      | 60.20 مليار              | 21.65 مليار                                                          |
| الناتج المحلي الإجمالي (تعادل القوة الشرائية) بليون دولار |                          | 26.73 مليار                                                          |
| الناتج المحلي الإجمالي الاسمي للفرد دولار أمريكي          |                          | 23.24 ألف                                                            |
| الناتج المحلي الإجمالي للفرد دولار أمريكي                 |                          | 30.24 ألف                                                            |
| مؤشر التنمية البشرية                                      | 0.594                    | 0.850                                                                |
| رمز المكالمات الدولي                                      | +963                     | +357                                                                 |
| رمز الإنترنت                                              | .sy                      | .cy                                                                  |
| المنطقة الزمنية                                           | ت ع م+02:00، ت ع م+03:00 | ت ع م+02:00، ت ع م+03:00، توقيت شرق أوروبا، توقيت شرق أوروبا الصيفي ‏ |

## مدن متوأمة
في ما يلي قائمة باتفاقيات التوأمة بين مدن سورية وقبرصية:
- ترتبط اللاذقية مع فاماغوستا باتفاقية توأمة.

## منظمات دولية مشتركة
يشترك البلدان في عضوية مجموعة من المنظمات الدولية، منها:
| علم المنظمة | اسم المنظمة                               | تاريخ انضمام سوريا | تاريخ انضمام قبرص |
| ----------- | ----------------------------------------- | ------------------ | ----------------- |
|             | مؤسسة التنمية الدولية                     | 28 يونيو 1962      | 2 مارس 1962       |
|             | المنظمة الهيدروغرافية الدولية             | ?                  | ?                 |
|             | مؤسسة التمويل الدولية                     | 28 يونيو 1962      | 2 مارس 1962       |
|             | منظمة حظر الأسلحة الكيميائية              | ?                  | ?                 |
|             | الأمم المتحدة                             | 24 أكتوبر 1945     | 20 سبتمبر 1960    |
|             | الاتحاد الدولي للاتصالات                  | 12 يناير 1924      | 24 أبريل 1961     |
|             | منظمة الشرطة الجنائية الدولية             | ?                  | ?                 |
|             | البنك الدولي للإنشاء والتعمير             | 10 أبريل 1947      | 21 ديسمبر 1961    |
|             | الاتحاد البريدي العالمي                   | ?                  | ?                 |
|             | المركز الدولي لتسوية المنازعات الاستشارية | 24 فبراير 2006     | 25 ديسمبر 1966    |
|             | وكالة ضمان الاستثمار متعدد الأطراف        | 14 مايو 2002       | 12 أبريل 1988     |
|             | يونسكو                                    | 16 نوفمبر 1946     | 6 فبراير 1961     |

## وصلات خارجية
- موقع وزارة الخارجية القبرصية